# Chính sách thị thực của Grenada

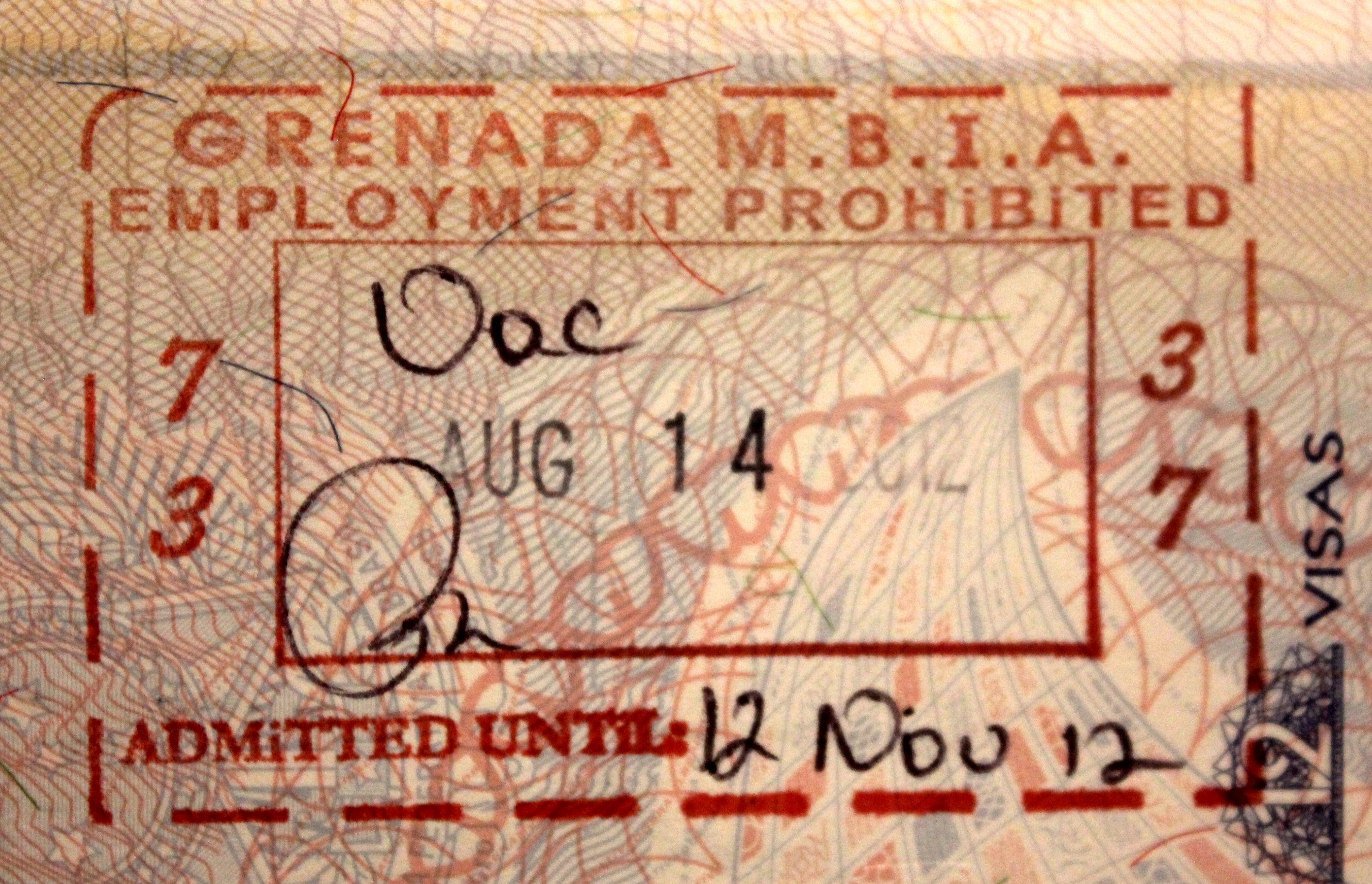
Dấu nhập cảnh Grenada

Du khách đến Grenada phải xin thị thực từ một trong những phái bộ ngoại giao Grenada hoặc trong một số trường hợp tại phái bộ ngoại giao Anh Quốc trừ khi họ đến từ một trong những nước được miễn thị thực hoặc có thể xin thị thực tại cửa khẩu. Hành khách trên tàu du lịch bất kể quốc tịch nào đều có thể đến Grenada lên đến 24 giờ không cần thị thực.
Grenada signed ký thỏa thuận bãi bỏ thị thực với Liên minh Châu Âu vào ngày 28 tháng 5 năm 2015 và được thông qua ngày 15 tháng 12 năm 2015.
Công dân Canada, Anh Quốc và Hoa Kỳ được miễn hộ chiếu nếu có bằng chứng công dân có ảnh và một ảnh thẻ. Tuy nhiên khi xuất cảnh từ Hoa Kỳ cần có hộ chiếu theo luật.

## Bản đồ chính sách thị thực

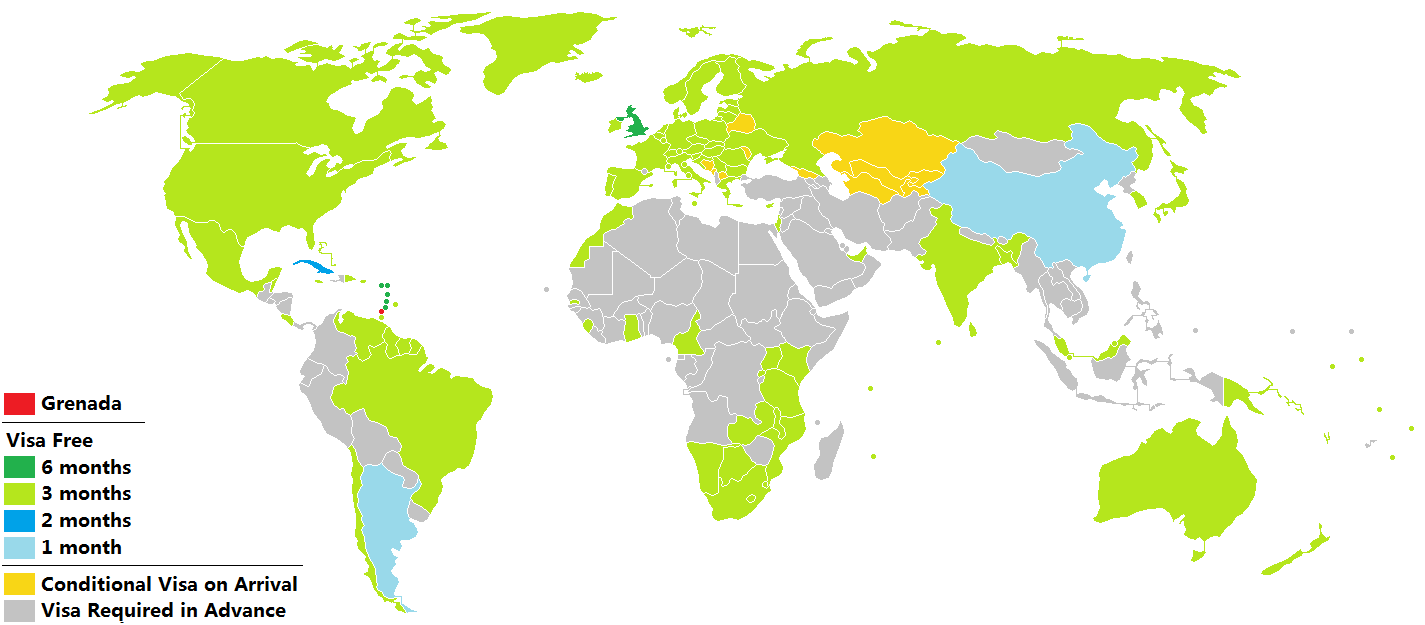
Chính sách thị thực của Grenada
Grenada
Miễn thị thực - 6 tháng
Miễn thị thực - 3 tháng
Miễn thị thực - 2 tháng
Miễn thị thực - 1 tháng
Thị thực tại cửa khẩu có điều kiện
Cần xin thị thực từ trước

## Miễn thị thực

### 6 tháng
Người sở hữu hộ chiếu (hoặc giấy khai sinh đối với công dân Anh) của 6 quyền hạn pháp lý sau được đến Grenada không cần thị thực lên đến 6 tháng:
| - Antigua và Barbuda - Dominica - St. Kitts và Nevis - St. Lucia - St. Vincent và Grenadines - Anh Quốc# |

# - Áp dụng với tất cả các loại quốc tịch Anh. Nhưng công dân Anh (từ Công dân Lãnh thổ hải ngoại thuộc Anh của Montserrat) nếu sử dụng giấy khai sinh chỉ được miễn thị thực 3 tháng.

### 3 tháng
Người sở hữu hộ chiếu của 94 quốc gia và vùng lãnh thổ sau có thể đến Grenada mà không cần thị thực tối đa 3 tháng. Có thể gia hạn tại Cơ quan Quản lý Xuất nhập cảnh tại Grenada.
| - Tất cả công dân Liên minh Châu Âu1 - Úc - Bahamas - Bangladesh - Barbados - Belize - Botswana - Brasil - Brunei - Burkina Faso - Cameroon - Canada2 - Chile - Costa Rica - Cộng hòa Dominica - Gambia - Ghana | - Guyana - Hồng Kông - Iceland - Ấn Độ - Israel - Jamaica - Nhật Bản - Kenya - Kiribati - Lesotho - Liechtenstein - Macao - Malawi - Malaysia - Maldives - Mauritius - Mexico | - Monaco - Maroc - Mozambique - Namibia - Nauru - New Zealand - Norway - Papua New Guinea - Nga - Rwanda - Samoa - San Marino - Seychelles - Sierra Leone - Singapore - Quần đảo Solomon - Nam Phi | - Hàn Quốc - Sri Lanka - Suriname - Swaziland - Thụy Sĩ - Tanzania - Tonga - Trinidad và Tobago - Tuvalu - Uganda - Các Tiểu vương quốc Ả Rập Thống nhất - Hoa Kỳ2 - Vanuatu - Thành Vatican - Venezuela - Zambia |  |

1 - Trừ công dân Anh.

2 - áp dụng với người ở hữu giấy khai sinh và ảnh thẻ, tuy nhiên cần có hộ chiếu nếu xuất cảnh từ Hoa Kỳ.

### 60 ngày
Người sở hữu hộ chiếu của  Cuba có thể đến Grenada không cần thị thực tối đa 60 ngày.

### 30 ngày
Người sở hữu hộ chiếu của 2 quốc gia sau có thể đến Grenada không cần thị thực tối đa 30 ngày.
| - Argentina - Trung Quốc |

### For holders of non-ordinary passports
In addition, only holders of diplomatic, official and service passports issued to nationals of Haiti do not require a visa.

## Thị thực tại cửa khẩu có điều kiện
Người sở hữu hộ chiếu của 14 quốc gia sau có thể xin thị thực tại cửa khẩu nếu sở hữu thư làm rõ trước được cấp bởi Grenada.
| - Azerbaijan - Belarus - Bosna và Hercegovina - Gruzia - Kazakhstan - Kyrgyzstan - Macedonia | - Moldova - Montenegro - Serbia - Tajikistan - Turkmenistan - Ukraina - Uzbekistan |  |